# 京都聖母学院中学校・高等学校
京都聖母学院中学校・高等学校（きょうとせいぼがくいんちゅうがっこう・こうとうがっこう）は、京都府京都市伏見区深草田谷町にある私立中学校・高等学校。

## 概要
1921年（大正10年）、フランスのヌヴェール愛徳修道会から派遣された創立者メール・マリー・クロチルド・リュチニエ、および6名の宣教女が、大阪玉造カトリック教会にて語学などの個人教授を開始したのが聖母女学院の始まりである。その後、1932年（昭和7年）、大阪の寝屋川市に移転した聖母女学院の姉妹校として、1949年（昭和24年）に京都聖母女学院が開校した。
校訓は、OBEISSANCE ET PURETE（フランス語で「従順と純潔」を意味する）校章の十字架に似た模様は、フランスのエルミンという動物を図案化した物で、真白い毛皮に包まれた体が少しでも汚れると死んでしまうという言い伝えから、聖母女学院創立当初に純潔の象徴とされ校章となる。
校訓と校章が意味することは「正しいこと（真理）を聞き分け、その正しいと信ずることをためらいなく、ひたすらに実践する。しかも、その実践にはいつでも自分を犠牲に出来るやさしい心を持っている」その様な生き方が出来る人物を目指すということである。その考えは、キリスト教（カトリック）の博愛精神がベースになっている。校則は、礼儀、規律を重んじるものとなっている。
また、2012年より同志社女子大学連携コースがスタートし、進学面においても関関同立を含めた指定校推薦枠が充実していることが大きな特長である。
幼稚園から短期大学まで併設されている。幼稚園と小学校は男女共学、中学校以降は女子校となる。

## 建学の精神
カトリックの人間観・世界観に基づく教育を通して、真理を探求し、愛と奉仕と正義に生き、真に平和な世界を築くことに積極的に貢献する人間を育成する。

## 沿革
（沿革節の主要な出典は公式サイト）
- 1921年（大正10年） : フランスのヌヴェール愛徳修道会から派遣された創立者メール・マリー・クロチルド・リュチニエ、および6名の宣教女が、大阪玉造カトリック教会にて語学などの個人教授を開始。
- 1923年 : 聖母女学院設立許可を受け開学
- 1949年（昭和24年） : 聖母女学院姉妹校として、京都聖母女学院（現・聖母学院）小学校と中学校を開設。
- 1952年 : 京都聖母女学院高等学校を開設。
- 1960年 : 校名を聖母学院中学校・高等学校に改称。
- 1999年（平成11年） : 創立50周年式典
- 2002年 : 中学校3年にStandardコースとAdvancedコースを設置。必修授業5日制と土曜講習を開始。
- 2003年 : 高等学校にGlobalコース・理数コース・特設文系コース・特設理系コースを設置。
- 2011年 : 学校名を京都聖母学院中学校・高等学校へ改称
- 2013年 : 開校以来初となる制服のリニューアルが行われた。

## 著名な出身者
- 野々すみ花 - 元宝塚歌劇団宙組トップ娘役
- 一原けい - 元宝塚歌劇団専科女役
- 八田有加 - 女優
- 松井今朝子 - 小説家
- 山川牧 - ラジオパーソナリティ
- 泉里香 - 女優・モデル
- 田畑智子 - 女優
- 堀場幸子 - 衆議院議員
- 宮原亜友子 - 元名古屋テレビアナウンサー、元フリーアナウンサー

## アクセス
- 藤森駅（京阪本線）下車、東へ徒歩90秒

## ロケ地
たまこまーけっと - 2013年放送の京都アニメーション製作のアニメ。主人公たちが通う学校のモデルとなっている。